# باربوییز
باربوییز (به فرانسوی: Barbuise) یک کمون (فرانسه) در فرانسه است که در canton of Villenauxe-la-Grande واقع شده‌است. باربوییز ۱۸٫۰۹ کیلومتر مربع مساحت دارد ۶۸ متر بالاتر از سطح دریا واقع شده‌است.